# Jueces 21
Jueces 21 es el vigesimoprimer capítulo del Libro de los Jueces en el Antiguo Testamento o la Biblia hebrea. Según la tradición judía, el libro fue atribuido al profeta Samuel, pero los eruditos modernos lo consideran parte de la Tradición deuteronómica, que abarca los libros de Deuteronomio a 2 Reyes, atribuidos a escritores nacionalistas y fervientes yahvistas durante la época del rey reformador de Judea Josías en el siglo VII a. C.. Este capítulo registra la guerra entre la tribu de Benjamín y las otras once tribus de Israel, perteneciente a una sección que comprende Jueces 17 a 21.

## Texto
Este capítulo fue escrito originalmente en hebreo. Está dividido en 25 Versículos.

### Testigos textuales
Algunos manuscritos antiguos que contienen el texto de este capítulo en hebreo pertenecen a la tradición del Texto Masorético, que incluye el Códice de El Cairo (895), el Códice de Alepo (siglo X) y el Códice Leningradoensis (1008).
Los manuscritos antiguos existentes de una traducción al griego koiné conocida como Septuaginta (originalmente se hizo en los últimos siglos a. C.) incluyen el Codex Vaticanus (B; {\displaystyle {\mathfrak {G}}}B; siglo IV) y Codex Alexandrinus (A; {\displaystyle {\mathfrak {G}}}A; siglo V). 

## Análisis

### Doble Introducción y Doble Conclusión
Los capítulos 17 a 21 contienen la Doble Conclusión del Libro de los Jueces y forman una especie de inclusio junto con su contrapartida, la Doble Introducción, de los capítulos 1 a 3:6 como en la siguiente estructura de todo el libro:
A. Guerras extranjeras de sometimiento con la aplicación del ḥērem (1:1-2:5).
B. Dificultades con ídolos religiosos extranjeros (2:6-3:6)
Parte principal: la sección de los «ciclos» (3:7-16:31)
B'. Dificultades con los ídolos religiosos domésticos (17:1-18:31)
A'. Guerras domésticas con la aplicación del ḥērem (19:1-21:25)
Existen paralelismos similares entre la doble introducción y la doble conclusión como los siguientes:.
| Introducción 1 (1:1-2:5) | Conclusión 2 (19:1-21:25) |
| --- | --- |
| Los israelitas preguntaron al Señor, diciendo, «¿Quién será el primero en subir y luchar por nosotros contra los cananeos?» El Señor respondió: «Judá irá....». (1:1-2)                                                             | Los israelitas ... preguntaron a Dios ... «¿Quién de nosotros irá primero a luchar contra los benjaminitas?» El Señorrespondió: «Judá....» (20:18) |
| La historia de cómo Otniel consiguió a su esposa (1:11-15) | La historia de cómo el resto de los benjaminitas obtuvieron sus esposas (21:1-25) |
| Los benjaminitas no consiguen expulsar a los jebuseos de Jebús (1:21) | Un levita que evita cuidadosamente a los jebuseos en Jebús sufre un terrible ultraje en Guibeá de Benjamín (19:1-30) |
| Bochim: El pacto de Dios; los pactos ilícitos de Israel con los cananeos; Israel llora ante el ángel (mensajero) de YHWH (1:1-2) | Betel: el arca de la alianza de Dios; Israel llora y ayuna ante el Señor (20:26-29) |
| Introducción 2 (2:6-3:6) | Conclusión 1 (17:1-18:31) |
| La degeneración de las generaciones tras la muerte de Josué (2:6-19); Dios deja a ciertas naciones «para probar a los israelitas a ver si obedecían los mandamientos del Señor, que había dado... por medio de “Moisés”' (2:20-3:4) | Una madre dedica plata al Señor para que su hijo haga un ídolo; Ese hijo hace sacerdote a uno de sus propios hijos en su santuario idolátrico, y luego lo sustituye por un levita. Ese levita es el nieto de Moisés. Él y sus hijos se convierten en sacerdotes en el santuario de Dan. |

Toda la doble conclusión está conectada por la repetición cuatro veces de una afirmación única: dos veces completa al principio y al final de la doble conclusión y dos veces en el centro de la sección, como sigue:
A. En aquellos días no había rey...
Cada uno hacía lo que bien le parecía (17:6)
B. En aquellos días no había rey... (18:1)
B'. En aquellos días no había rey... (19:1)
A'. En aquellos días no había rey...
Cada uno hacía lo que bien le parecía (21:25)
También contiene enlaces internos:
Conclusión 1 (17:1-18:31): Un levita de Judá se traslada a la región montañosa de Efraín y luego a Dan.
Conclusión 2 (19:1-21:25): Un levita de Efraín busca a su concubina en Belén de Judá.
Ambas secciones terminan con una referencia a Shiloh.

### La Trilogía de Belén
Tres secciones de la Biblia hebrea (Antiguo Testamento) - Jueces 17-Jueces 18, Jueces 19-21, Rut 1-Rut 4 - forman una trilogía con un vínculo a la ciudad Belén de Judá y caracterizada por la repetitiva declaración única:
"En aquellos días no había rey en Israel; cada uno hacía lo que le parecía bien“»
(Jueces 17:6; Jueces 18:1|18:1; Jueces 19:1|19:1; 21:25; cf. Rut 1:1)
como en el siguiente cuadro:
| Jueces 17-18                                                                      | Jueces 19-20 | Rut 1-4 |
| --------------------------------------------------------------------------------- | --- | --- |
| Un levita de Belén (17:7)                                                         | Un levita de Efraín que tomó por doncella a una concubina de Belén                                                   | Un movimiento de un moabita a David en Belén (4:17-22)                                                                              |
| Salió en busca de empleo (17:7, 9)                                                | Recogió a su concubina de Belén a la que había huido                                                                 | Un hombre abandonó Belén, pero a diferencia de las otras dos historias no acaba por desfigurar la ciudad, sino que realza su nombre |
| Vino a un joven de Efraín (Miqueas) (17:1-5, 8)                                   | Regresó a Efraín por Gabaa de Benjamín.                                                                              | Belén se convirtió en el sutil escenario del nacimiento del rey David                                                               |
| Sirvió como capellán privado en la capilla ilícita de Miqueas (17:10-13)          | Atacada por hombres malvados que la maltrataron y la dieron por muerta                                               | |
| Contratada por la tribu de Dan como sacerdote y reubicada en Laish (N. Galilea)   | Su marido relató lo sucedido a todo Israel.                                                                          | |
| Estableció un centro de culto que continuamente hacía tropezar al pueblo de Dios. | Atacó a la tribu de Benjamín casi aniquilándola                                                                      | |
| El levita era Jonatán hijo de Gersón y nieto de Moisés (18:30)                    | Repobló Benjamín con mujeres de Silo y Jabes de Galaad para los 600 hombres sobrevivientes de Benjamín               | |
|                                                                                   | Jabes de Galaad era (probablemente) el hogar de los antepasados de Saúl [de ahí su interés por ella].                | |
|                                                                                   | Refleja mal a Benjamín y por implicación a Saúl - los antepasados de Saúl humillaron y deshonraron a un betlehemita. | |
|                                                                                   | Belén sufrió a manos de los benjaminitas.                                                                            | |

### Capítulos 19 a 21
La sección que comprende Jueces 19:1-21:25 tiene una estructura quiastica de cinco episodios como sigue:
A. La violación de la concubina (19:1-30)
B. ḥērem («guerra santa») de Benjamín (20:1-48)
C. Problema: los juramentos-Benjamín amenazado de extinción (21:1-5)
B'. ḥērem («guerra santa») de Jabesh Galaad (21:6-14)
A'. La violación de las hijas de Silo (21:15-25)
En particular, el capítulo 21 registra cómo los benjaminitas fueron reintegrados en la comunidad panisraelita, después de haber sido casi aniquilados en la guerra civil, salvo los 600 hombres que se escondieron en la Roca de Rimmón (anterior capítulo). Paradójicamente, el proceso requiere otra masacre contra compañeros israelitas y otra violencia de mujeres. La violación de las hijas de Silo es el contrapunto irónico a la violación de la concubina del levita, con el motivo de la «hija» uniendo las dos historias (9 y Judges 21:21), y las mujeres convirtiéndose en «puertas de entrada y salida de la guerra, fuentes de contención y reconciliación». 
La estructura del capítulo 21 es la siguiente:
- El problema (21:1-4)
- Una solución aparente (21:5-12)
- Otro problema (21:13-18)
- El desenlace (21:19-24)
- Estribillo final (21:25)

## Un nuevo problema y una aparente solución (21:1-14)
La guerra acababa de terminar cuando apareció una nueva complicación porque los israelitas hicieron un juramento poco meditado en Mizpa (21:1; cf. 20:1) de que no entregarían voluntariamente a su hija a los benjaminitas. Durante la guerra todas las mujeres benjaminitas han sido masacradas (20:47-48;
21:16) y, debido al juramento, los seiscientos varones supervivientes deben morir sin descendencia, lo que supone un obstáculo para restaurar la hermandad (21:6; cf. 20:23, 28). Cuando la llamada del pueblo a YHWH quedó sin respuesta (después de que intentaran echar la culpa a YHWH;21:3), tomaron medidas que condujeron a una matanza excesiva añadida. Una búsqueda indica que los habitantes de Jabes de Galaad no se unieron a los israelitas en Mizpa y en la guerra, por lo que se aplicó el hērem (guerra santa o «prohibición») a esa ciudad, pero con el propósito de capturar a sus mujeres vírgenes mientras se mataba al resto del pueblo (cf. Números 31), para suministrar novias a los benjaminitas supervivientes. Sin embargo, sólo 400 vírgenes estaban disponibles, por lo que no eran suficientes para los 600 hombres de Benjamín (versículos 12, 14).

### Versículo 3
Y dijeron,
"Oh Señor, Dios de Israel,”
¿por qué ha sucedido esto en Israel,
¿para que hoy falte una tribu en Israel?' 
La triple referencia a «Israel» después de llamar a YHWH («SEÑOR») indica una 'forma oblicua de protesta' para implicar que esta situación era responsabilidad de Dios, pero Dios no se dejaría arrastrar a ella, así que Dios permaneció en silencio.

## La violación de las hijas de Silo (21:15-25)

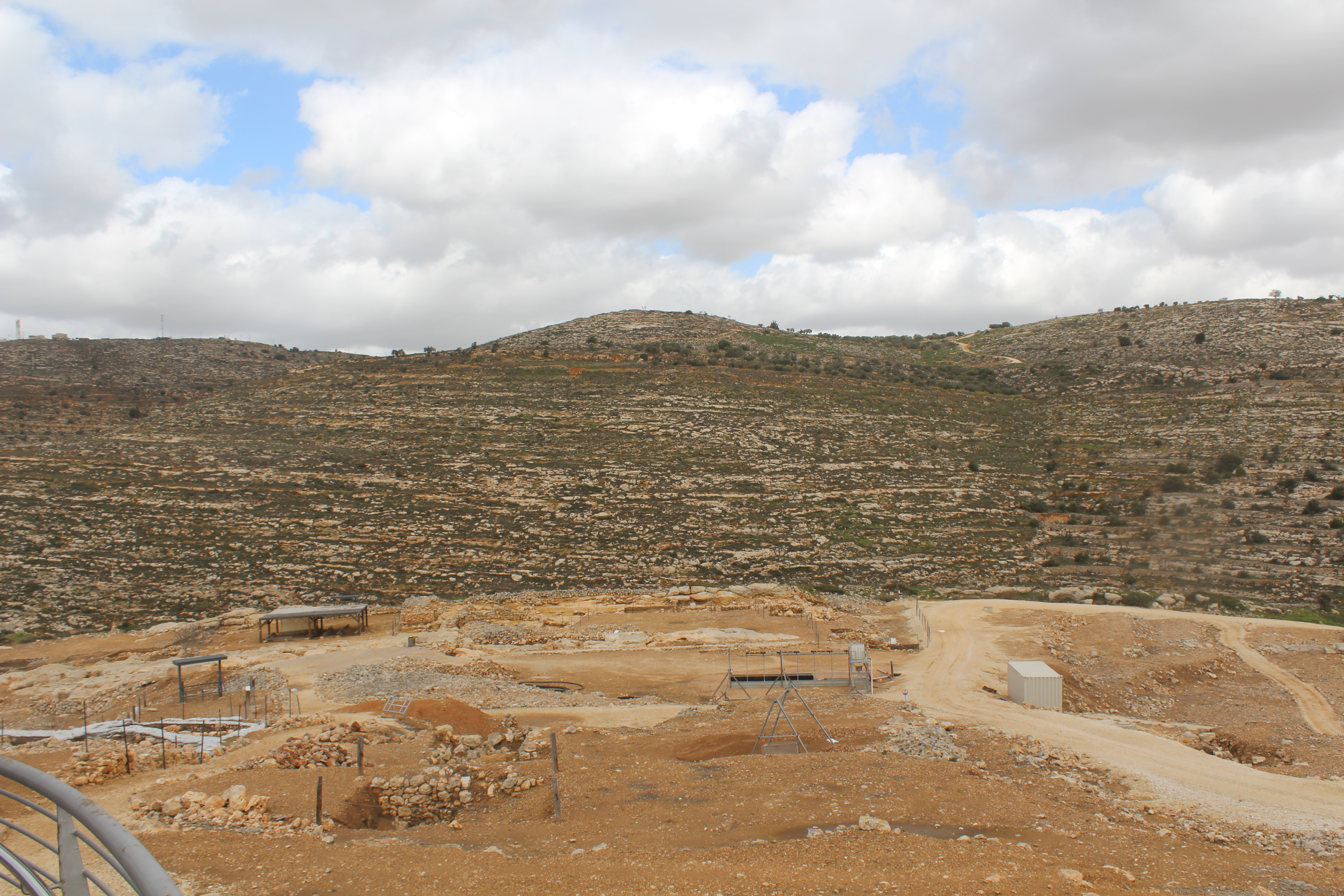
Supuesta ubicación y restos del Tabernáculo en la antigua Shiloh, vistos desde la Torre del Vidente, Tel Shiloh. 2019

Cuando la solución anterior no resolvió adecuadamente el problema (200 hombres benjaminitas seguían sin novia), se urdió otro plan moralmente cuestionable. Todavía afectados por la maldición del juramento que habían hecho para quien ayudara voluntariamente a Benjamín como tribu a sobrevivir (Versículo 18), los israelitas proporcionaron a los benjaminitas la oportunidad de «dedicarse al robo de esposas» de las jóvenes vírgenes israelitas durante su peregrinación anual a Silo, relacionada con la historia de la hija de Jefté (Jueces 11).

### Versículo 21
y velad; y cuando las hijas de Silo salgan a hacer sus danzas, salid de las viñas, y cada uno coja para sí una mujer de las hijas de Silo; y luego id a la tierra de Benjamín.
- «Ejecutar sus danzas»: del hebreo לחול במחלות, lā-khūl ba-mə-khō-lō-ṯ, «bailar en danzas» (King James Version). [26]

### Versículo 25
En aquellos días no había rey en Israel; cada uno hacía lo que bien le parecía 
Esta aparición final del estribillo une las dos partes de la coda (capítulos 17-18 y 19-21). Podría verse como el veredicto final del libro de que la institución de los jueces es políticamente insatisfactoria, por lo que apunta hacia los Libros de Samuel en los que Samuel, como último juez, unge a Saúl para que se convierta en el primer rey de Israel.